# Joan of Arc (1948)
Joan of Arc is een Amerikaanse dramafilm uit 1948 onder regie van Victor Fleming. Destijds werd de film in Nederland en Vlaanderen uitgebracht onder de titel Jeanne d'Arc.

## Verhaal
Het eenvoudige boerenmeisje Jeanne d'Arc voert het Franse leger aan in de oorlog tegen de Engelsen. Ze wordt gevangengenomen en door een kerkelijke rechtbank ter dood veroordeeld. Uiteindelijk sterft ze in Rouen op de brandstapel. Na haar dood wordt ze door de katholieke kerk in ere hersteld en heilig verklaard.

## Rolverdeling
| Acteur              | Personage          |
| ------------------- | ------------------ |
| Ingrid Bergman      | Jeanne d'Arc       |
| Francis L. Sullivan | Pierre Cauchon     |
| J. Carrol Naish     | Jan van Luxemburg  |
| Ward Bond           | La Hire            |
| Shepperd Strudwick  | Jean Massieu       |
| Gene Lockhart       | La Trémoille       |
| John Emery          | Jan II van Alençon |
| Leif Erickson       | Jan van Orléans    |
| Cecil Kellaway      | Jean le Maistre    |
| José Ferrer         | Karel VII          |
| Selena Royle        | Isabelle d'Arc     |
| Robert Barrat       | Jacques d'Arc      |
| Jimmy Lydon         | Pierre d'Arc       |
| Rand Brooks         | Jean d'Arc         |
| Roman Bohnen        | Durand Laxart      |